# Punto racional
En teoría de números y geometría algebraica, un punto racional de una variedad algebraica es un punto cuyas coordenadas pertenecen a un cuerpo determinado. Si no se menciona el cuerpo, generalmente se entiende el cuerpo de los números racionales. Si se trata del cuerpo de los números reales, un punto racional se denomina más comúnmente punto real.
Comprender los puntos racionales es un objetivo central de la teoría de números y de la geometría diofántica. Por ejemplo, el último teorema de Fermat se puede reformular como: para n > 2, la curva de Fermat de la ecuación {\displaystyle x^{n}+y^{n}=1} no tiene otros puntos racionales que (1, 0), (0, 1) y, si n es par, entonces esos puntos son (–1, 0) y (0, –1).

## Definición
Dado un cuerpo k, y un cuerpo algebraicamente cerrado K de k, una variedad afín X sobre k es el conjunto de ceros comunes en Kn de una colección de polinomios con coeficientes en k:
{\displaystyle {\begin{aligned}&f_{1}(x_{1},\ldots ,x_{n})=0,\\&\qquad \quad \vdots \\&f_{r}(x_{1},\dots ,x_{n})=0.\end{aligned}}}
Estos ceros comunes se denominan puntos de X.
Un k-punto racional (o k-punto) de X es un punto de X que pertenece a kn, es decir, una secuencia {\displaystyle (a_{1},\dots ,a_{n})} de n elementos de k tales que {\displaystyle f_{j}(a_{1},\dots ,a_{n})=0} para todo j. El conjunto de puntos racionales k de X a menudo se denota como X(k).
A veces, cuando se sobrentiende el cuerpo k, o cuando k es el cuerpo \Q de los números racionales, se habla de "puntos racionales" en lugar de "k-puntos racionales".
Por ejemplo, los puntos racionales de la circunferencia goniométrica de la ecuación
{\displaystyle x^{2}+y^{2}=1}
son los pares de números racionales
{\displaystyle \left({\frac {a}{c}},{\frac {b}{c}}\right),}
donde (a, b, c) es una terna pitagórica.
El concepto también tiene sentido en entornos más generales. Una variedad proyectiva X en un espacio proyectivo \mathbb P^n sobre un cuerpo k se puede definir mediante una colección de ecuaciones de polinomios homogéneos en las variables {\displaystyle x_{0},\dots ,x_{n}.} Un punto k de \mathbb P^n, escrito {\displaystyle [a_{0},\dots ,a_{n}],} viene dado por una sucesión de elementos n + 1 de k, no todos ceros, en el entendido de que multiplicar todo {\displaystyle a_{0},\dots ,a_{n}} por el mismo elemento distinto de cero de k da el mismo punto en el espacio proyectivo. Entonces, un punto k de X es también un punto k de \mathbb P^n en el que los polinomios dados se anulan.
De manera más general, sea X un esquema sobre un cuerpo k. Esto significa que se genera un morfismo de esquemas f: X → Espec(k). Entonces, un k punto de X significa una sección de este morfismo, es decir, un morfismo a: Espec(k) → X tal que la composición fa es la identidad en Spec(k). Esto concuerda con las definiciones anteriores cuando X es una variedad afín o proyectiva (vista como un esquema sobre k).
Cuando X es una variedad sobre un cuerpo algebraicamente cerrado k, gran parte de la estructura de X está determinada por su conjunto X(k) de puntos racionales k. Sin embargo, para un cuerpo general k, X(k) proporciona solo información parcial sobre X. En particular, para una variedad X sobre un cuerpo k y cualquier extensión de cuerpos E de k, X también determina el conjunto X(E) de E-puntos racionales de X, es decir, el conjunto de soluciones de las ecuaciones que definen X con valores en E.
Ejemplo: Sea X la curva cónica {\displaystyle x^{2}+y^{2}=-1} en el plano afín A2 sobre los números reales \R. Entonces, el conjunto de puntos reales X(\R) está vacío, porque el cuadrado de cualquier número real no es negativo. Por otro lado, en la terminología de la geometría algebraica, la variedad algebraica X sobre \R no está vacía, porque el conjunto de puntos complejos X(\C) no está vacío.
De manera más general, para un esquema X sobre el anillo conmutativo R y cualquier R-álgebra conmutativa S, el conjunto X(S) de puntos S de X significa el conjunto de morfismos Espec(S) → X sobre Spec(R). El esquema X está determinado hasta el isomorfismo por el funtor S ↦ X(S); esta es la filosofía de identificar un esquema con su funtor de puntos. Otra formulación es que el esquema X sobre R determina un esquema XS sobre S por cambio de base, y los puntos S de X (sobre R) pueden identificarse con los puntos S de XS (sobre S).
La teoría de ecuaciones diofánticas tradicionalmente significaba el estudio de puntos enteros, es decir, soluciones de ecuaciones polinomiales en los números enteros \Z en lugar de los racionales \Q. Para ecuaciones polinómicas homogéneas como {\displaystyle x^{3}+y^{3}=z^{3},}, los dos problemas son esencialmente equivalentes, ya que cada punto racional se puede escalar para convertirse en un punto entero.

## Puntos racionales en curvas
Gran parte de la teoría de números puede verse como el estudio de puntos racionales de variedades algebraicas, siendo un escenario conveniente las variedades proyectivas suaves. Para curvas proyectivas suaves, el comportamiento de los puntos racionales depende en gran medida del género de la curva.

### Género 0
Cada curva proyectiva suave X de género cero sobre un cuerpo k es isomorfa a una curva cónica (de grado 2) en \mathbb P^2. Si X tiene un punto racional k, entonces es isomorfa a \mathbb P^1 sobre k, por lo que sus puntos racionales k son completamente sobreentendidos. Si k es el cuerpo \Q de los números racionales (o más generalmente, un cuerpo de números algebraicos), existe un algoritmo para determinar si una cónica dada tiene un punto racional, basándose en el principio de Hasse: una cónica sobre \Q tiene un punto racional si y solo si tiene un punto sobre todas las terminaciones de \Q,, es decir, sobre \R y todos los cuerpos p-ádicos \Q_p.

### Género 1
Es más difícil determinar si una curva de género 1 tiene un punto racional. El principio de Hasse falla en este caso: por ejemplo, según Ernst Selmer, la curva cúbica {\displaystyle 3x^{3}+4y^{3}+5z^{3}=0} en \mathbb P^2 tiene un punto sobre todas las terminaciones de \Q, pero ningún punto racional. El fallo del principio de Hasse para curvas de género 1 se mide mediante el grupo de Tate-Shafarevich.
Si X es una curva de género 1 con un punto racional k p0, entonces X se llama curva elíptica sobre k. En este caso, X tiene la estructura de un grupo algebraico conmutativo (con p0 como elemento cero), por lo que el conjunto X(k) de puntos racionales k es un grupo abeliano. El teorema de Mordell-Weil dice que para una curva elíptica (o, más generalmente, una variedad abeliana) X sobre un cuerpo numérico k, el grupo abeliano X(k) está finitamente generado. Los programas de álgebra informática pueden determinar el grupo X(k) de Mordell-Weil en muchos ejemplos, pero no se sabe si existe un algoritmo que siempre tenga éxito en calcular este grupo. Eso se seguiría de la conjetura de que el grupo Tate-Shafarevich es finito, o de la conjetura de Birch y Swinnerton-Dyer (también relacionada con el tema).

### Género al menos 2
El teorema de Faltings (anteriormente la conjetura de Mordell) dice que para cualquier curva X de género al menos 2 sobre un cuerpo numérico k, el conjunto X(k) es finito.
Algunos de los grandes logros de la teoría de números equivalen a determinar los puntos racionales en curvas particulares. Por ejemplo, el último teorema de Fermat (probado por Richard Taylor y Andrew Wiles) es equivalente a la afirmación de que para un número entero n al menos 3, los únicos puntos racionales de la curva {\displaystyle x^{n}+y^{n}=z^{n}} en \mathbb P^2 sobre \Q son los obvios: [0,1,1] y [1,0,1]; [0,1,−1] y [1,0,−1] para n incluso; y [1,−1,0] para n impar. La curva X (como cualquier curva suave de grado n en \mathbb P^2) tiene género {\displaystyle {\tfrac {(n-1)(n-2)}{2}}.}
No se sabe si existe un algoritmo para encontrar todos los puntos racionales en una curva arbitraria de género al menos 2 en un cuerpo numérico. Existe un algoritmo que funciona en algunos casos. Su terminación en general se derivaría de las conjeturas de que el grupo Tate-Shafarevich de una variedad abeliana sobre un cuerpo numérico es finito y que la obstrucción de Brauer-Manin es la única obstrucción al principio de Hasse, en el caso de curvas.

## Dimensiones superiores

### Variedades con pocos puntos racionales
En dimensiones superiores, un objetivo unificador es la conjetura de Bombieri-Lang de que, para cualquier variedad X de tipo general sobre un cuerpo numérico k, el conjunto de puntos racionales k de X no es una topología de Zariski en X (es decir, los puntos racionales k están contenidos en una unión finita de subvariedades de dimensiones inferiores de X). En la dimensión 1, este es exactamente el teorema de Faltings, ya que una curva es de tipo general si y solo si tiene género al menos 2. Lang también hizo conjeturas más precisas relacionando la finitud de los puntos racionales con la hiperbolicidad de Kobayashi.
Por ejemplo, la conjetura de Bombieri-Lang predice que una hipersuperficie suave de grado d en el espacio proyectivo \mathbb P^n sobre un cuerpo numérico no tiene puntos racionales densos de Zariski si es d ≥ n + 2. No se sabe mucho sobre ese caso. El resultado más sólido conocido de la conjetura de Bombieri-Lang es el teorema de Faltings sobre subvariedades de variedades abelianas (generalizando el caso de curvas). Es decir, si X es una subvariedad de una variedad abeliana A sobre un cuerpo numérico k, entonces todos los puntos racionales k de X están contenidos en una unión finita de traslaciones de subvariedades abelianas contenidas en X (entonces, si X contiene subvariedades no abelianas trasladadeas de dimensión positiva, entonces X(k) es finito).

### Variedades con muchos puntos racionales
En la dirección opuesta, se dice que una variedad X sobre un cuerpo numérico k tiene puntos racionales potencialmente densos si existe un cuerpo de extensión finito E de k tal que los puntos racionales E de X sean densos de Zariski en X. Frédéric Campana conjeturó que una variedad es potencialmente densa si y solo si tiene una fibración no racional sobre un orbifold de dimensión positiva de tipo general. Un caso conocido es que cada superficie cúbica en \mathbb P^3 sobre un cuerpo numérico k tiene puntos racionales potencialmente densos, porque (más fuertemente) se convierte en racional sobre alguna extensión finita de k (a menos que sea un cono sobre una curva cúbica plana). La conjetura de Campana también implicaría que una superficie K3 X (como una superficie cuártica suave en \mathbb P^3) sobre un cuerpo numérico tiene puntos racionales potencialmente densos. Esto solo se sabe en casos especiales, por ejemplo si X posee una fibración elíptica.
Cabe preguntarse cuándo una variedad tiene un punto racional sin ampliar el cuerpo base. En el caso de una hipersuperficie X de grado d en \mathbb P^n sobre un cuerpo numérico, hay buenos resultados cuando d es mucho más pequeño que n, a menudo basándose en el método del círculo de Hardy-Littlewood. Por ejemplo, el teorema de Hasse-Minkowski afirma que el principio de Hasse se aplica a hipersuperficies cuádricas sobre un cuerpo numérico (el caso d= 2). Christopher Hooley demostró el principio de Hasse para hipersuperficies cúbicas suaves en \mathbb P^n sobre \Q cuando n ≥ 8. En dimensiones superiores, también es cierto que: cada cúbica suave en \mathbb P^n sobre \Q tiene un punto racional cuando n ≥ 9, proposición demostrada por Roger Heath-Brown. De manera más general, el teorema de Birch dice que para cualquier entero positivo impar d, existe un entero N tal que para todo n ≥ N, cada hipersuperficie de grado d en \mathbb P^n sobre \Q tiene un punto racional.
Para hipersuperficies de menor dimensión (en términos de su grado), las cosas pueden ser más complicadas. Por ejemplo, el principio de Hasse falla para la superficie cúbica lisa {\displaystyle 5x^{3}+9y^{3}+10z^{3}+12w^{3}=0} en \mathbb P^3 sobre \Q, proposición demostrada por Ian Cassels y Richard Guy. Jean-Louis Colliot-Thélène ha conjeturado que la obstrucción de Brauer-Manin es la única obstrucción al principio de Hasse para superficies cúbicas. De manera más general, eso debería ser válido para cada variedad racional sobre un cuerpo numérico.
En algunos casos, se sabe que X tiene "muchos" puntos racionales siempre que tiene uno. Por ejemplo, al extender el trabajo de Beniamino Segre y Yuri Manin,  János Kollár mostró: para una hipersuperficie cúbica X de dimensión al menos 2 sobre un cuerpo perfecto k con X que no es un cono, X es unirracional sobre k si tiene un punto racional k. En particular, para k infinito, la uniracionalidad implica que el conjunto de puntos racionales k es denso de Zariski en X. La conjetura de Manin es una afirmación más precisa que describiría el número de puntos racionales asintóticos de altura acotada en una variedad de Fano.

## Contando puntos sobre cuerpos finitos
Una variedad X sobre un cuerpo finito k tiene solo un número finito de puntos racionales k. Las conjeturas de Weil, demostradas por André Weil en la dimensión 1 y por Pierre Deligne en cualquier dimensión, dan estimaciones sólidas para el número de puntos k en términos de los números de Betti de X. Por ejemplo, si X es una curva proyectiva suave de género g sobre un cuerpo k de orden q (una potencia prima), entonces
{\displaystyle {\big |}|X(k)|-(q+1){\big |}\leq 2g{\sqrt {q}}.}
Para una hipersuperficie suave X de grado d en \mathbb P^n sobre un cuerpo k de orden q, el teorema de Deligne da el límite:
{\displaystyle {\big |}|X(k)|-(q^{n-1}+\cdots +q+1){\big |}\leq {\bigg (}{\frac {(d-1)^{n+1}+(-1)^{n+1}(d-1)}{d}}{\bigg )}q^{(n-1)/2}.}
También hay resultados significativos sobre cuándo una variedad proyectiva sobre un cuerpo finito k tiene al menos un punto racional k. Por ejemplo, el teorema de Chevalley-Warning implica que cualquier hipersuperficie X de grado d en \mathbb P^n sobre un cuerpo finito k tiene un punto racional k si d ≤ n. Para X suave, esto también se deriva del teorema de Hélène Esnault de que cada variedad proyectiva suave conectada racionalmente en cadena, por ejemplo cada variedad de Fano sobre un cuerpo finito k, tiene un punto racional k.